# Gewone zeekomkommer
De gewone zeekomkommer (Holothuria forskali) is een zeekomkommer uit de familie Holothuriidae. De wetenschappelijke naam van de soort werd in 1823 gepubliceerd door Stefano Delle Chiaje.
De gewone zeekomkommer komt in Europa voor langs de Atlantische kust en in het Kanaal. De soort is eetbaar en wordt onder andere in de Portugese keuken gebruikt.